# Tizi-n-Tichka
Tizi-n-Tichka is een bergpas door de Hoge Atlas in Marokko. Hij maakt deel uit van de hoofdweg N9 tussen de steden Marrakesh en Ouarzazate.
De weg bereikt via tal van bochten een hoogte van 2260 meter, daarmee komt men op de hoogste bergpas in Noord-Afrika. Op het hoogste punt bevinden zich enkele winkeltjes en een monument dat herinnert aan de aanleg door het Franse leger in de jaren 1920-1930. In en rond de wintermaanden kan de pas door sneeuwval veelal kortstondig gesloten zijn.

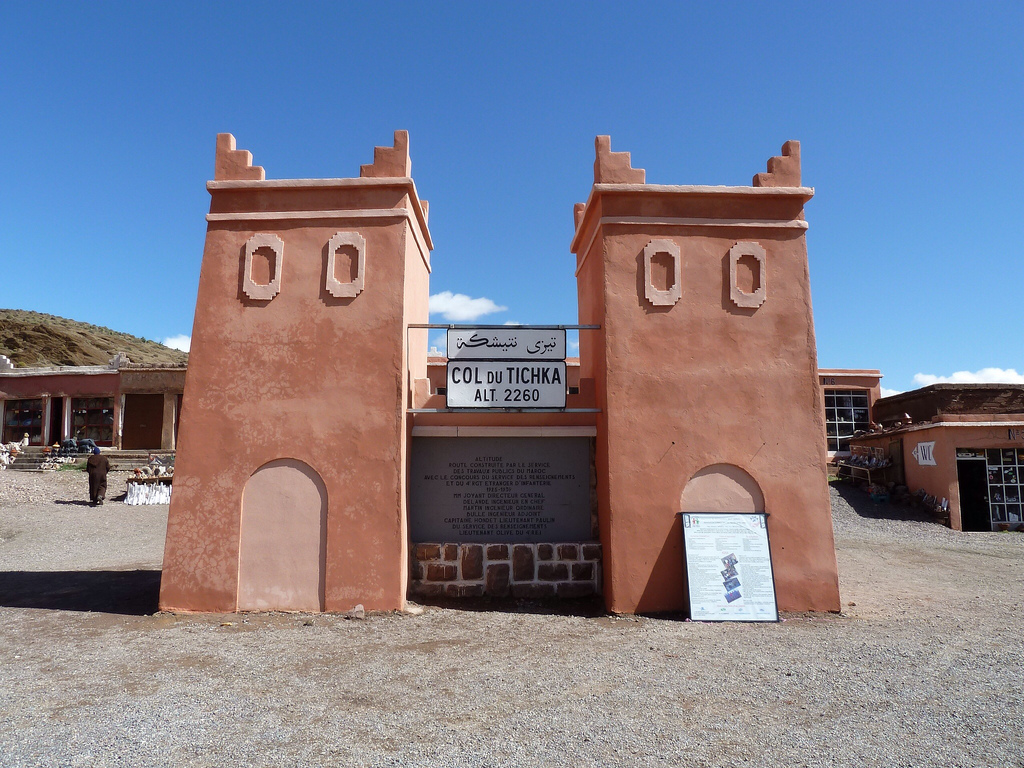
Monument op de pas.